# ذهن انگیزی
ذهن انگیزی (به انگلیسی: Brain storming). برخی معادل‌های طوفان فکری، یورش فکری یا بارش ذهنی را پیشنهاد کرده‌اند که خیلی کافی و وافی بنظر نمی‌رسد. ذهن انگیزی روش برگزاری نشست‌ها یا جلساتی برای انگیزش ذهن در جهت شکل گیری ایده‌های نو برای ابداع و حل مسائل است.  در این روش گروهی از افراد را جهت خلق و یافتن ایده‌ها و روشهای بکر و تازه کنار هم می نشانند تا آزادانه فکر کرده احیانا به ایده‌های تازه رسند و راه حل‌های نوین برای مسائل و مشکلات پیدا شود.  در مدت برگزاری نشست همه در طرح آراء و اندیشه‌های خویش آزادند و می‌توانند در تکمیل و بسط و گویا کردن ایده‌های دیگران بکوشند.  در پایان اینگونه نشست‌ها ایده‌های مکتوب شده را بر رسیده ارزیابی می‌کنند.  این کار یکی از روشهای آینده اندیشی هم محسوب می‌شود.